# Wierchniaja Buzinowka
Wierchniaja Buzinowka (ros. Верхняя Бузиновка) – chutor w Rosji, w obwodzie wołgogradzkim, w rejonie kleckim. W 2010 liczył 900 mieszkańców.